# Quảng trường Trocadéro
| Quảng trường Trocadéro                                       | Quảng trường Trocadéro |
| ------------------------------------------------------------ | ---------------------- |
|                                                              |                        |
| Quận                                                         | Quận 16                |
| Đường kính                                                   | 164 m                  |
| Đặt tên                                                      | 1978                   |
|                                                              |                        |
|                                                              |                        |
| Nhìn từ Eiffel, quảng trường nằm phía sau Palais de Chaillot |                        |

Quảng trường Trocadéro (Place du Trocadéro-et-du-11-Novembre) nằm ở phía tây thành phố Paris, thuộc Quận 16. Nằm trong khu phố sang trọng của thành phố, bên cạnh quảng trường Trocadéro là Palais de Chaillot với hai Bảo tàng Con người và Bảo tàng Hàng hải. Đây cũng chính là địa điểm lý tưởng nhất để ngắm nhìn tháp Eiffel.
| Métro Paris | Bến tàu điện ngầm: Trocadéro |

## Quảng trường Trocadéro
Quảng trường Trocadéro có đường kính 164 mét. Nằm bên cạnh quảng trường, phía nam, là Palais de Chaillot, rồi đến vườn Trocadéro (Jardins du Trocadéro), sang bên kia sông là tháp Eiffel. Những phía còn lại là các đại lộ tỏa đi. Xung quanh quảng trường được trồng nhiều cây xanh, ở giữa là bức tượng Thống chế Ferdinand Foch cùng một công trình vinh danh Quân đội Pháp.
Bao quanh quảng trường có nhiều quán cà phê. Khu vực này luôn tấp nập khách du lịch và cũng là một trong những khu phố sang trọng nhất thành phố. Dọc theo đại lộ Kléber (Avenue Kléber), không xa sẽ dẫn tới Khải Hoàn Môn và Champs-Élysées. Bên cạnh quảng trường còn có nghĩa trang Passy (Cimetière de Passy), nơi an nghỉ của nhiều người nổi tiếng, trong đó có Bảo Đại, vị vua cuối cùng của Việt Nam.
Quảng trường là một trong những điểm du lịch đầu tiên ở thủ đô Paris, đặc biệt là nhờ từ đây có thể nhìn ra Tháp Eiffel từ lối đi dạo bên cạnh. Quảng trường chủ yếu có nhiều quầy báo khác nhau, và các quán cà phê và quán bia, từ đông sang tây: Café du Trocadéro, Le Malakoff, Pâtisserie Carette, Café Kléber và Le Coq. Vào đêm giao thừa, quảng trường là nơi tụ tập của người dân Paris và khách du lịch.

Bản đồ khu vực quảng trường

## Lịch sử
Vị trí quảng trường Trocadéro là đồi Chaillot, vốn có người ở từ thời kỳ Gaule thuộc La Mã. Các tu sĩ dòng Thánh François de Paule ở đây từ cuối thế kỷ 15 cho tới tận thời kỳ Cách mạng Pháp. Thế kỷ 16, Catherine de Médicis cho xây một tòa nhà trên ngọn đồi. Năm 1651, hoàng hậu Henriette cho xây dựng một tu viện dòng Thăm. Tới thời kỳ Cách mạng thì tu viện này bị phá hủy.

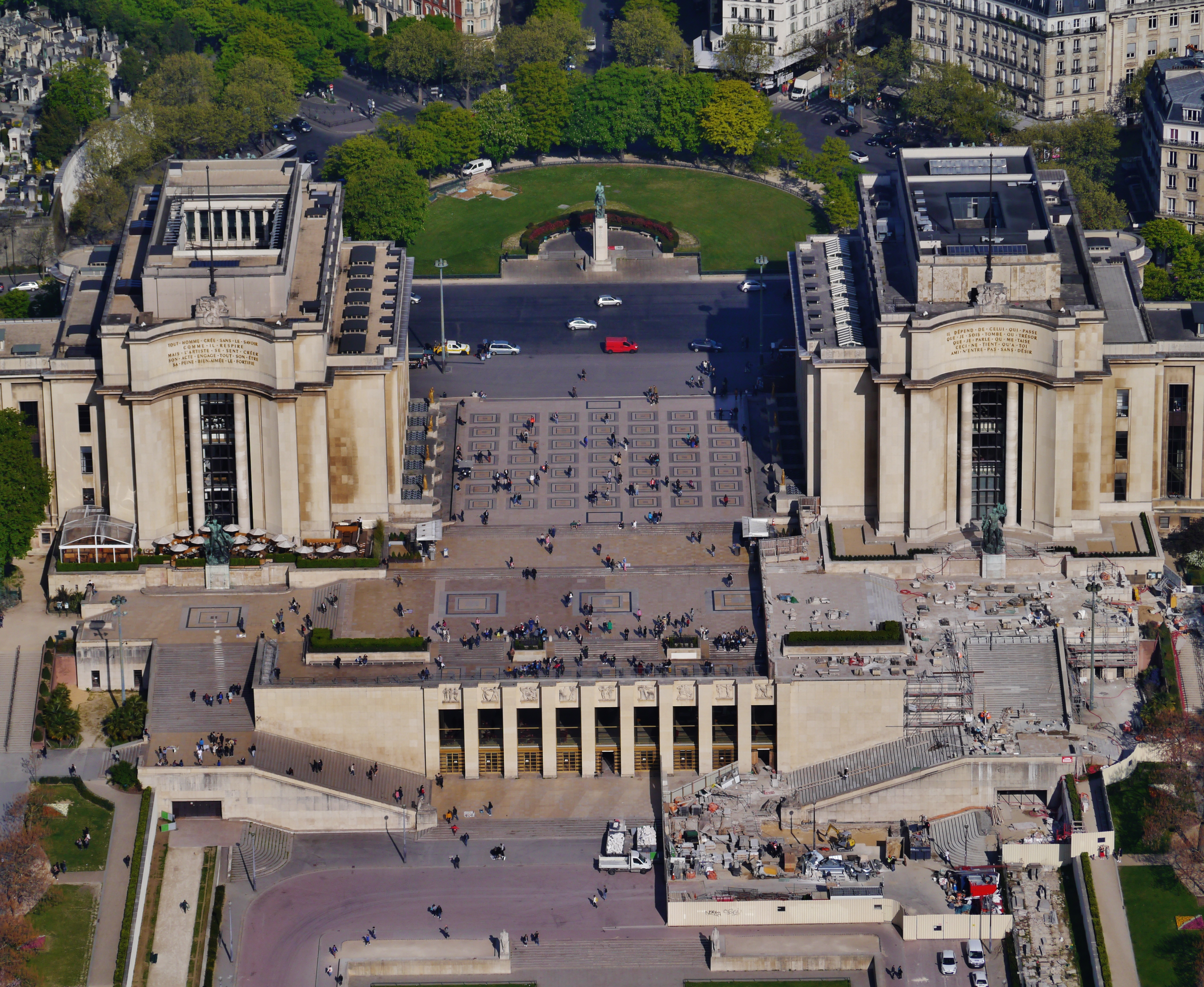
Một góc quảng trường, nhìn từ tầng 3 tháp Eiffel về hướng Palais de Chaillot

Vào năm 1785, bức tường Thuế quan (Mur des Fermiers généraux) bắt đầu được xây dựng để kiểm soát hàng hóa vào Paris và đi qua khu vực này. Sau khi trở thành hoàng đế nước Pháp, Napoléon Bonaparte muốn xây dựng ở đây một cung điện cho con trai mình và quảng trường nằm bên cạnh được đặt tên là Quảng trường Roi de Rome, tước hiệu của Napoléon II.
Công trình đã được bắt đầu vào năm 1811, nhưng sự sụp đổ của Đệ nhất đế chế khiến công việc bị hủy bỏ. Sau trận đánh ngày 31 tháng 8 năm 1823, khi quân đội viễn chinh Pháp chiến được đồn Trocadéro, điểm trấn giữ của thành Cadix, thuộc Tây Ban Nha thì quảng trường này được đặt tên thành Quảng trường Trocadéro.
Triển lãm thế giới năm 1878, Điện Trocadéro được xây dựng cạnh quảng trường, nhưng tới triển lãm năm 1937 nó bị phá hủy nhường chỗ cho Palais de Chaillot. Năm 1978, quảng trường được đổi tên một lần nữa thành Quảng trường Trocadéro-et-du-11-Novembre. Nhưng cũng như quảng trường Charles-de-Gaulle thường được gọi là quảng trường Étoile, cái tên quảng trường Trocadéro vẫn được dùng phổ biến.

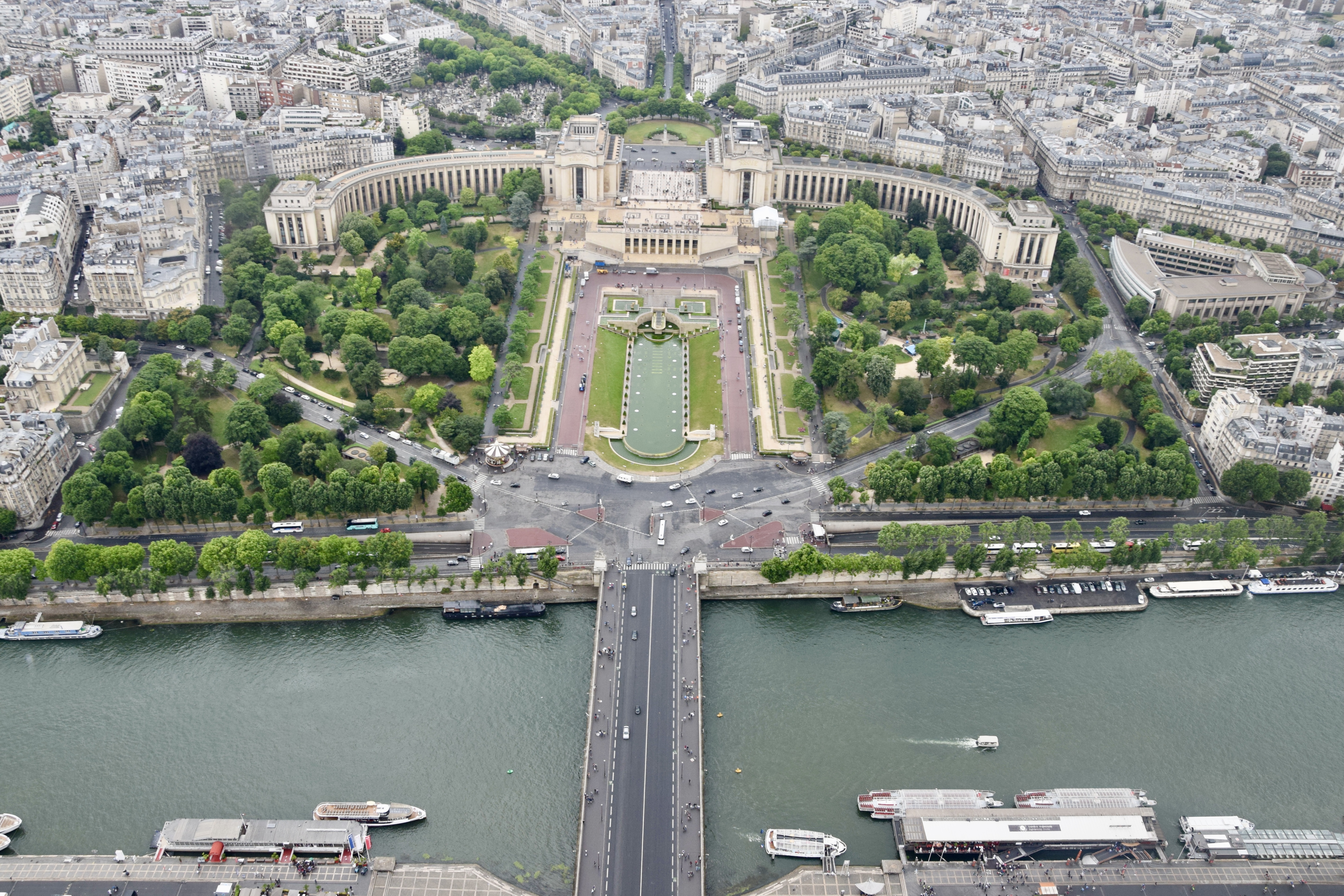
Toàn cảnh quảng trường và vườn Trocadéro nhìn từ tháp Eiffel

## Giao thông
Trạm giao thông công cộng ở quảng trường Trocadéro là bến Trocadéro, điểm giao tuyến tàu điện ngầm số 6 và số 9. Quảng trường còn có các trạm xe buýt tuyến 22, 30, 32 và 63 cùng tuyến buýt đêm Noctilien N53. Quảng trường Trocadéro là điểm gặp nhau của các con đường:
- Đại lộ Président Wilson
- Đại lộ Kléber
- Đại lộ Raymond Poincaré
- Đại lộ Eylau
- Đại lộ Georges Mandel
- Đại lộ Paul Doumer